# Joseph Bertram Worrall
Joseph Bertram Worrall (Warrington/Lancashire, 1945. október 21. –) angol nemzetközi labdarúgó-játékvezető.

## Pályafutása

### Nemzeti játékvezetés
A játékvezetői vizsgát 1964-ben tette le, 1973-ban lett a Football League játékvezetője. Az aktív nemzeti játékvezetéstől 1995-ben vonult vissza.

#### Nemzeti kupamérkőzések
Vezetett Kupa-döntők száma: 2.

##### Liga Kupa
| Időpont           | Helyszín                | Mérkőzés típusa | Mérkőzés                 | Eredmény | Nézők száma |
| ----------------- | ----------------------- | --------------- | ------------------------ | -------- | ----------- |
| 1988. április 24. | Wembley Stadion, London | döntő           | Arsenal FC–Luton Town FC | 2 : 3    | 95 732      |

##### FA Kupa
| Időpont         | Helyszín                | Mérkőzés típusa | Mérkőzés                | Eredmény | Nézők száma |
| --------------- | ----------------------- | --------------- | ----------------------- | -------- | ----------- |
| 1989. május 20. | Wembley Stadion, London | döntő           | Liverpool FC–Everton FC | 3 : 2    | 82 800      |

### Nemzetközi játékvezetés
Az Angol labdarúgó-szövetség Játékvezető Bizottsága (JB) terjesztette fel nemzetközi játékvezetőnek, a Nemzetközi Labdarúgó-szövetség (FIFA) 1981-től tartotta nyilván bírói keretében. Több nemzetek közötti válogatott és klubmérkőzést vezetett. UEFA besorolás szerint a „mester” kategóriába tevékenykedett. Az angol nemzetközi játékvezetők rangsorában, a világbajnokság-Európa-bajnokság sorrendjében többedmagával a 31. helyet foglalja el 2 találkozó szolgálatával.
Az aktív nemzetközi játékvezetéstől 1992-ben a FIFA 45 éves korhatárát elérve búcsúzott.

#### Világbajnokság

##### U20-as labdarúgó-világbajnokság
A Szovjetunióban rendezték az 5., az 1985-ös ifjúsági labdarúgó-világbajnokságot, ahol a FIFA JB bíróként alkalmazta.
| Időpont             | Helyszín                 | Mérkőzés típusa              | Mérkőzés               | Eredmény | Nézők száma |
| ------------------- | ------------------------ | ---------------------------- | ---------------------- | -------- | ----------- |
| 1985. augusztus 24. | Hrazdan Stadion, Jereván | csoportmérkőzés (A. csoport) | Tunézia–Bulgária       | 0 : 2    | 14 000      |
| 1985. szeptember 1. | Hrazdan Stadion, Jereván | egyik negyeddöntő            | Bulgária–Spanyolország | 1 : 2    | 20 500      |

---
A világbajnoki döntőhöz vezető úton Egyesült Államokba a XV., az 1994-es labdarúgó-világbajnokságra a FIFA JB bíróként alkalmazta.
| Időpont            | Helyszín                 | Mérkőzés típusa           | Mérkőzés              | Eredmény | Nézők száma |
| ------------------ | ------------------------ | ------------------------- | --------------------- | -------- | ----------- |
| 1992. november 14. | Steaua Stadion, Bukarest | előselejtező (4. csoport) | Románia–Csehszlovákia | 1 : 1    | 28 000      |

#### Európa-bajnokság
Az európai-labdarúgó torna döntőjéhez vezető úton Svédországba a IX., az 1992-es labdarúgó-Európa-bajnokságra az UEFA JB játékvezetőként foglalkoztatta.
| Időpont        | Helyszín                | Mérkőzés típusa           | Mérkőzés                 | Eredmény | Nézők száma |
| -------------- | ----------------------- | ------------------------- | ------------------------ | -------- | ----------- |
| 1991. május 1. | Arechi Stadion, Salerno | előselejtező (3. csoport) | Olaszország–Magyarország | 3 : 1    | 33 850      |

#### Nemzetközi kupamérkőzések
Vezetett Kupa-döntők száma: 1.

##### UEFA-kupa
Sikeres pályafutásának végén a FIFA JB megbízta a kupadöntő koordinálásával,
| Időpont           | Helyszín             | Mérkőzés típusa     | Mérkőzés    | Eredmény | Nézők száma |
| ----------------- | -------------------- | ------------------- | ----------- | -------- | ----------- |
| 1992. április 29. | Alpi Stadion, Torino | döntő első mérkőzés | Torino–Ajax | 2 : 2    | 65 377      |

## Sportvezetőként
Az aktív működést befejezve a FA JB játékvezetők küldője és ellenőre.

## Magyar vonatkozás
| Időpont          | Helyszín                         | Mérkőzés típusa | Mérkőzés                   | Eredmény | Nézők száma |
| ---------------- | -------------------------------- | --------------- | -------------------------- | -------- | ----------- |
| 1984. január 18. | Ramón de Carranza Stadion, Cádiz | felkészülési    | Spanyolország–Magyarország | 0 : 1    | 25 000      |